# 칼리놉카
칼리놉카(러시아어: Кали́новка)는 러시아 쿠르스크주의 마을이다. 니키타 흐루쇼프의 출생지이다.
러시아 쿠르스크주의 호무토브스키 지구에 있는 농촌 지역(셀로)으로 우크라이나 국경에서 동쪽으로 약 11km(6.8마일), M3 고속도로에서 약 3km(1.9마일) 떨어져 있다.